# Eurimages
Az Eurimages az Európa Tanács kulturális alapja, amellyel az európai filmes koprodukciók gyártását, forgalmazását és digitalizálását támogatja. A filmalapot 12 tagállam hozta létre 1988 októberében. Székhelye Strasbourgban található, irodái az Európa Tanács Agora épületében vannak. Jelenleg 37 rendes és egy társult tagországa van. Magyarország 1990-ben csatlakozott az alaphoz.

## Létrehozása, működése
Az Eurimage kulturális alapot az Európa Tanács hozta létre az 1988. október 26-i (88) 15 számú határozatával. Életre hívásának legfőbb célja az volt, hogy elősegítse az európai filmipar fejlődését, ösztönözze a európai kreatív filmes és audiovizuális munkák közös gyártását és forgalmazását, valamint a szakemberek közötti együttműködést.
Világos kulturális céljával az Eurimages kiegészíti az Európai Unió Kreatív Európa programját, amelynek elsősorban ipari, gyártási vetületei vannak. Az Eurimages négy finanszírozási programot dolgozott ki:
- koprodukciók támogatása;
- forgalmazás támogatása;
- mozik, vetítőtermek digitális eszközökkel való ellátásának támogatása;
- az Eurimages által finanszírozott projektek digitalizálásának támogatása.[3]

Céljainak eléréséhez öt támogatási rendszerrel rendelkezik:
- filmes koprodukció;
- eloszlást támogató program;
- vetítések támogatása;[4]
- promóció;
  - együttműködés filmfesztiválokkal és -vásárokkal;
  - szponzorálás, mecenatúra, védnökség;
  - díjazások:
    - Európai koprodukciós díj – Prix Eurimages (European Co-Production Award – Prix Eurimages) - Európai Filmdíj;
    - Európa Tanács Filmdíja (FACE – Film Award of the Council of Europe) - Isztambuli Filmfesztivál;
    - Eurimages-díj a legjobb európai koprodukciónak (Eurimages Prize for the Best European Co-production) – Sevillai Európai Filmfesztivál;
    - "Lab Project" Eurimages-díj – nemzetközi fesztiválokon (Karlovy-Vary, Haugesund, Thessaloniki, Les Arcs);
    - koprodukciós fejlesztési díjak;
    - Bátorság-díj (Audentia Award) – évente váltva a tagországokban rendezett nemzetközi fesztiválokon;
- nemek közötti egyenlőség elérése a filmiparban.[3]

Az Eurimages munkanyelvei az angol és a francia, a pályázatokat is ezeken a nyelveken fogadják el.
Az Eurimages teljes éves költségvetése 25 millió euró. Ez a pénzügyi keret alapvetően a tagállamok hozzájárulásaiból (90 %), valamint a filmalap által nyújtott kölcsönök visszafizetéséből (kb. 10%) származik.
Magyarország 1990. január 1-jén – még Európa Tanácsi tagsága elnyerése előtt – csatlakozott az alaphoz. Hazánkban az Eurimages képviseletét a Magyar Nemzeti Filmalap Nemzetközi Igazgatósága látja el. Igazgatója képviseli egyben az országot az alap igazgatótanácsában.

## Irányító testület
Az Eurimages irányító testülete az Igazgató Tanács, amelybe minden tagország egy tagot delegálhat. Ezek a képviselők általában az adott ország és Európa filmiparát jól ismerő, filmdramaturgiai és filmfinanszírozási felkészültséggel rendelkező szakemberek.
Az Igazgató Tanács élén az Elnök áll, akit a tagok választanak meg a tagországok által javasolt személyek közül.
Az Igazgató Tanács határozza meg a szervezet irányelveit, a támogatások odaítélésének feltételeit valamint – független külső szakértők és szakmai bizottságok ajánlásai alapján – dönt a támogatandó pályázatokról. Az Igazgató Tanács évente négy alkalommal ül össze, az ülések közötti időszakokban az Elnök és a Titkárság biztosítja a szervezet tevékenységének folytonosságát.

### Elnökök
| Név                 | Ország        | kezdete            | Vége               |
| ------------------- | ------------- | ------------------ | ------------------ |
| Gaetano Adinolfi    | Olaszország   | 1989. január 26.   | 1999. január 26.   |
| Gianni Massaro      | Olaszország   | 1999. január 27.   | 2002. október 2.   |
| Jacques Toubon      | Franciaország | 2002. november 19. | 2009. november 19. |
| Jobst Plog          | Németország   | 2009. november 20. | 2016. december 31. |
| Catherine Trautmann | Franciaország | 2017. január 1.    | 2024. december 31. |
| Roberto Cicutto     | Olaszország   | 2025. január 1.    |                    |

## Tagországok
Zárójelben a csatlakozás dátuma.
Rendes tag
1. Albánia 2009. szeptember 1.
2. Ausztria 1991. február 5.
3. Belgium 1988. október 26.
4. Bosznia-Hercegovina 2005. január 1.
5. Bulgária 1993. január 1.
6. Ciprus 1988. október 26.
7. Csehország 1994. január 1.
8. Dánia 1988. október 26.
9. Észak-Macedónia 2003. május 1.
10. Észtország 2004. január 1.
11. Finnország 1990. február 5.
12. Franciaország 1988. október 26.
13. Görögország 1988. október 26.
14. Grúzia 2011. október 18.
15. Hollandia 1988. október 26.
16. Horvátország 2003. január 1.
17. Írország 1992. szeptember 1.
18. Izland 1989. január 26.
19. Kanada 2022. június 29.[6]
20. Lengyelország 1991. szeptember 19.
21. Lettország 2002. január 1.
22. Litvánia 2007. május 29.
23. Luxemburg 1988. október 26.
24. Magyarország 1990. január 1.
25. Montenegró 2019- 01- 01-
26. Németország 1988. október 26.
27. Norvégia 1989. január 26.
28. Olaszország 1988. október 26.
29. Örményország 2016. január 1.
30. Portugália 1988. október 26.
31. Románia 1998. május 29.
32. Spanyolország 1988. október 26.
33. Svájc 1988. október 26.
34. Svédország 1988. október 26.
35. Szerbia 2005. január 1.
36. Szlovákia 1996. április 15.
37. Szlovénia 2001. január 1.
38. Törökország 1990. február 28.

Felfüggesztett tag
1. Oroszország 2011. március 1. [7]